# Вайгач
Вайга́ч — остров на границе Баренцева и Карского морей, административно относится к Ненецкому АО Архангельской области России. До промышленного освоения в 1930-е годы был практически необитаемым и использовался ненцами только летом для выпаса оленей.

## География
Остров лежит между Баренцевым и Карским морями и между материком и островами Новой Земли. Вытянут в направлении с юго-востока на северо-запад на 105 км при наибольшей ширине 44 км. Площадь 3380 км². Берега сравнительно невысоки, местами обрывисты, скалисты и труднодоступны, возвышенности вытянуты вдоль острова двумя грядами палеозойских известняков, глинистых сланцев, песчаников, удалённых на 15—20 км друг от друга, максимальной высотой до 157 м (гора Болванская). На западных берегах много заливов и бухт. Господствующий ландшафт острова — тундра, с многочисленными болотами и небольшими озёрами.
Отделён от континента узким проливом Югорский Шар и от Новой Земли проливом Карские Ворота.
На острове есть посёлок Варнек (по состоянию на январь 2012 года 23 дома, 106 человек), сохранилось несколько ненецких святилищ, деревянный семиликий идол крестообразной формы в западной части острова, стоянки каменного века (р. Воронова, оз. Янгото, г. Силянгопорней и др.).
Территория острова входит в состав заказника Вайгач.

## Происхождение названия
«Вай Хабць» в переводе с ненецкого — «остров страшной гибели» или «земля смерти». У ненцев остров считался священным.

## Флора и фауна
Из растений наиболее распространены мхи и лишайники. В южных районах острова произрастают сосудистые растения, большинство из которых низкорослые или стелющиеся. Распространены карликовые березы и низкие однолетние травы.
В озёрах и реках острова преобладают арктический голец и нельма.
Довольно часто на острове встречаются песцы, лисы, пеструшки и северные олени. Летом, на прибрежных утесах, на болотах и озерах — обилие птиц, изредка — белые медведи. На побережье имеются огромные колонии тюленей, моржей и морских зайцев. В прибрежных водах часто появляются синие киты и киты-горбачи.
На северном побережье острова имеется множество птичьих базаров. Много птиц гнездится в каньоне реки Юнаяха.

## История
Новгородские купцы открыли Вайгач примерно в X веке, увидев остров с материка через узкий пролив Югорский Шар. Примерно с того времени остров стали использовать для промыслов.

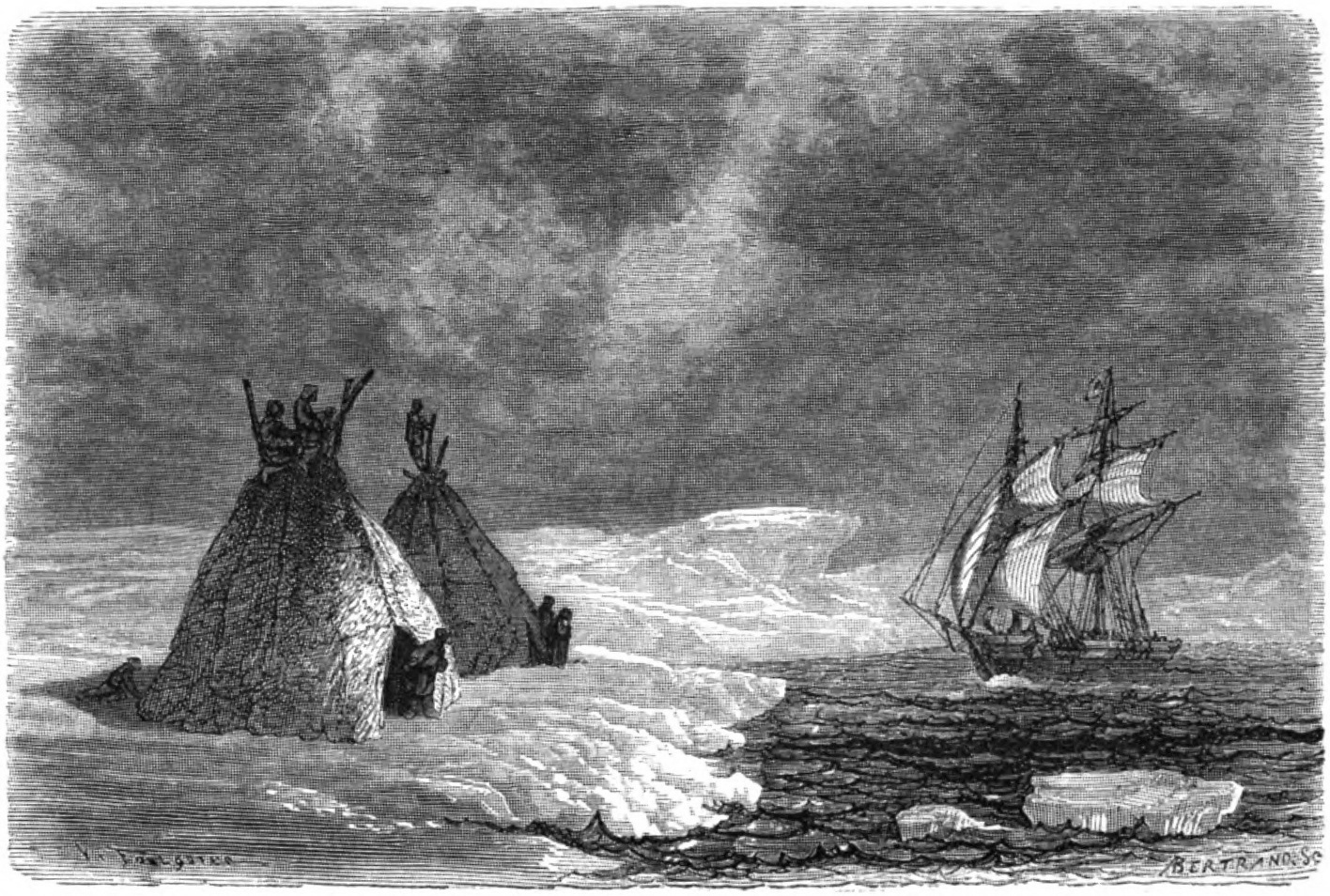
Остров Вайгач (1863)

Западноевропейцы открыли остров летом 1553 года, когда экспедиция англичан под началом Хью Уиллоби обнаружила Вайгач вместе с архипелагом Новая Земля, посчитав их одним большим выдающимся в Северный Ледовитый океан полуостровом.
В 1862 году у острова Вайгач последний раз встала на якорь шхуна «Ермак», совершавшая свою вторую Карскую экспедицию под командованием лейтенанта П. П. Крузенштерна. Вскоре после этого она была раздавлена льдами в Карском море, однако командиру удалось вывести свой экипаж и достичь материка.
Расположенный на острове мыс Дьяконова был назван в 1901 году Гидрографической экспедицией Северного Ледовитого океана в честь лейтенанта Владимира Владимировича Дьяконова.
Находящийся неподалёку остров Козлянинова был обследован в 1902 году Гидрографической экспедицией Северного Ледовитого океана и в том же году назван по фамилии помощника начальника экспедиции лейтенанта Леонида Лавровича Козлянинова (1867—1911).
В начале XX века постоянно на острове в бухте Долгой, врезающейся в остров почти на 8 километров, жили две русских семьи, державших пушную факторию из двух домиков. Летом на продуваемом ветрами с двух морей острове гнуса было значительно меньше, поэтому ненцы весной по льду перегоняли свои стада через пролив Югорский Шар, а к зиме снова откочёвывали на материк.

## Вайгачская экспедиция ОГПУ

### Открытия геологов
В 1921 году экспедицией Н. А. Кулика в юго-западной части острова были обнаружены полиметаллические руды.
С началом индустриализации стране остро были необходимы цветные металлы, а в 1930 году анализы залежей руды на Вайгаче показали наличие промышленных количеств золота, серебра и платины.
В 1930 году геологические исследования продолжила Вайгачская экспедиция ОГПУ под начальством Ф. И. Эйхманса, бывшего начальника СЛОН. Научную часть работ с осени 1931 года возглавлял заключённый П. В. Виттенбург — известный геолог и географ, профессор. Впоследствии он защитил диссертацию «Рудные месторождения острова Вайгач и Амдермы» на соискание степени доктора геолого-минералогических наук.

### Первые зимовки
В июле 1930 года в бухте Варнек высадилась первая группа членов экспедиции из 132 человек, из которых 125 являлись заключёнными. Им надлежало подготовиться к зимовке, для чего был основан посёлок, названный в честь российского капитана-полярника и гидрографа А. И. Варнека.

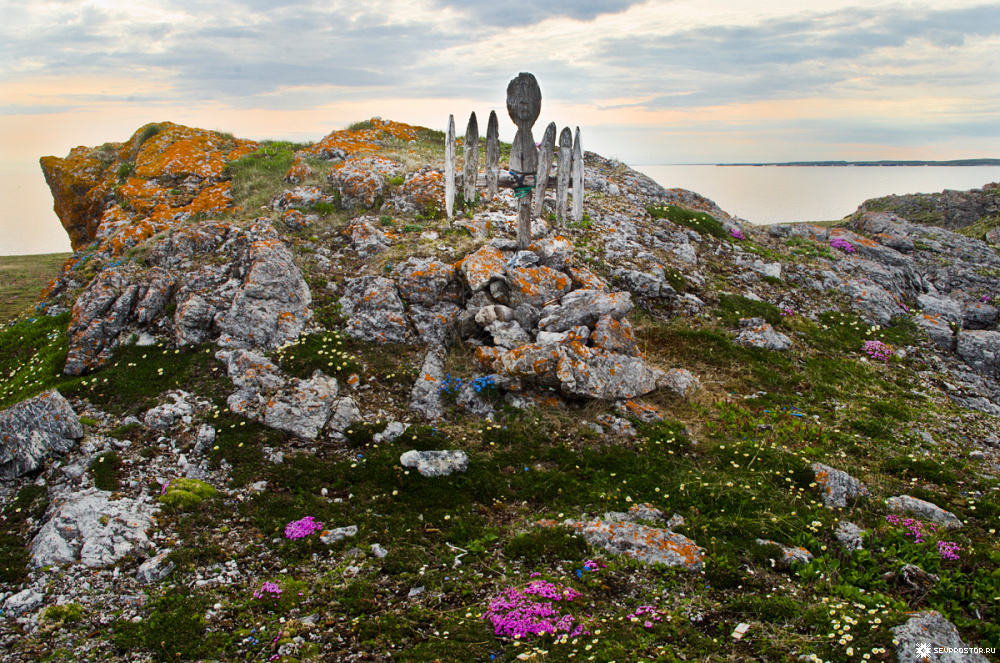
Семиликий идол на о. Вайгач

В этот момент на невысоком бугре над бухтой возвышался единственный чум ненца Вылки с семьёй. Затем познакомиться с первопроходцами явилась семья ненца Якова Тайбарея из Хабарова — давно заброшенного поморского поселения с оставшимися там остатками трех изб и крохотной деревянной церквушкой. С острова Колгуева на оленях до Варнека добрался ненец Михаиле, а из бухты Долгой, с северной оконечности острова — Роза Охимова.
Экспедиция была секретной: анализы руды производились в Москве, куда с Вайгача отправлялись пароходом в Архангельск, а оттуда самолетом в столицу. Условия жизни были очень суровыми: зимой температура до минус 40 градусов, ветры, вьюги. Чтобы передвигаться между постройками, натягивали веревки, за которые держались. Однако срок заключения зачитывался ускоренно: год за два.
Ко второй зимовке на Вайгач доставили пароходом изготовленные в Архангельске срубы шести бараков, домов для начальника, для охраны и вольнонаёмных (были и такие). Была построена обогатительная фабрика и смонтирована дизельная электростанция. Посёлок получил название Варнек.
Снабжение экспедиции продуктами постоянно улучшалось: в рационе работающих были не только картофель, лук, морковь, но даже клюквенный экстракт против цинги. Магазином пользовались на равных условиях все члены экспедиции, в том числе заключённые. Последним не продавалось только спиртное.
К сентябрю 1931 года пароход «Глеб Бокий» доставил на остров очередную партию заключённых, и количество членов экспедиции выросло до 334.
30 октября 1931 года на остров прибыла третья партия заключённых, увеличив общую численность экспедиции до 1100 человек. В их числе прибыл бывший военный лётчик и механик Иван Александрович Лойко, которому предстояло руководить обустройством взлётно-посадочной полосы для самолётов.

### Промышленное освоение
В начале 1932 года анализы руды с острова Вайгач выявили, что драгоценных металлов здесь нет, зато имеются высококачественные свинцово-цинковые руды и жильные руды меди, а также флюориты на Амдерме. Фёдор Иванович Эйхманс выступил с инициативой создания при проектируемом Доме культуры постоянной выставки экспонатов и фотографий богатств вайгачского и амдерминского месторождений. Однако его идею реализовал уже новый руководитель экспедиции: Ф. И. Эйхманса было решено отозвать в Москву, тем более, что в семье ожидалось пополнение.
Руководителем экспедиции приказом № 144 от 15 марта 1932 года был назначен другой латыш — Александр Фёдорович Дицкалн.

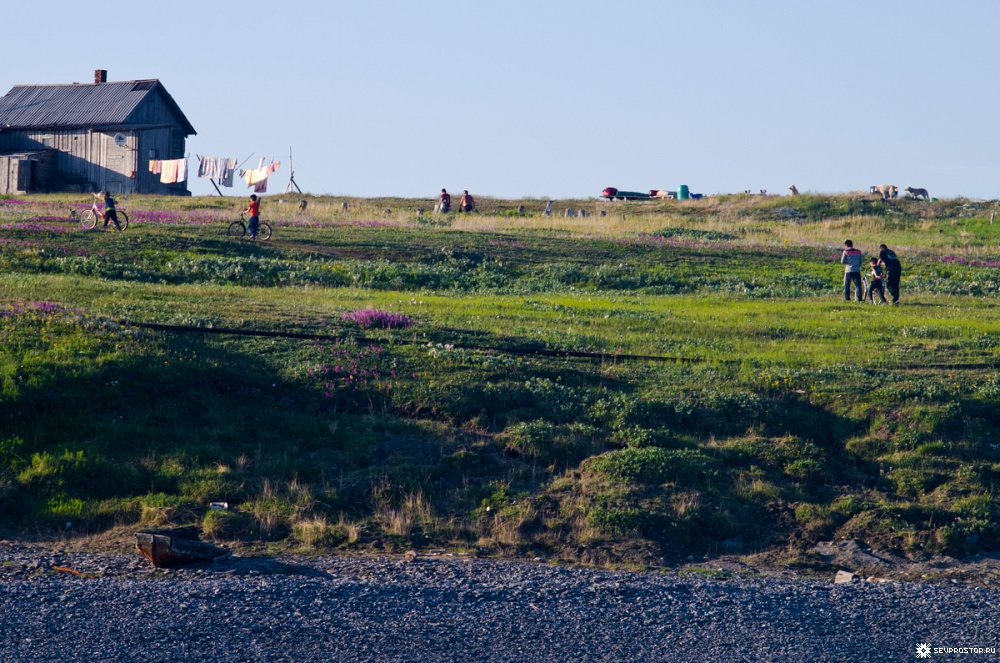
Посёлок Варнек

Воздушная трасса Москва — Архангельск — Усть-Цильма — Вайгач была открыта в апреле 1932 года, полёты выполнял полярный летчик Фабио Брунович Фарих, который чуть не погиб в первом перелёте. 13 апреля он вылетел из Усть-Цильмы на Вайгач с механиком и радистом, решив не перегружать самолет обязательным для полярных трасс месячным запасом продовольствия и теплой одеждой, а взять побольше груза. Однако внезапно налетевшая пурга вынудила его совершить посадку. Трое суток не прекращалась непогода, за это время были съедены скудные запасы колбасы и печенья, а топливо израсходовано на вынужденные запуски двигателя для прогрева мотора и обогрева экипажа. На пятые сутки Фарих подал сигнал «SOS», который достиг ледокола «Красин», откуда координаты самолёта были переданы на Вайгач. Оттуда на нартах с двумя ненцами выдвинулся И. А. Лойко, преодолевший расстояние в 150 км за сутки. На девятые сутки после вылета из Усть-Цильмы самолёт был обнаружен, его экипаж накормлен и снабжен теплой одеждой, и после расчистки взлетной полосы машина взяла курс на Варнек. Однако погода снова начала портиться, и последовала новая вынужденная посадка недалеко от посёлка Хабарово, при которой самолёт был поврежден. До Варнека машина добралась лишь на 20-е сутки. Однако, взяв на борт Эйхмансов, самолёт загорелся над проливом Югорский Шар и снова совершил вынужденную посадку. Только через две недели скитаний в тундре терпящих бедствие нашли кочующие ненцы. В Москву экипаж и Эйхманс с женой попали лишь в июне, а в августе у них родилась дочь.
Тем временем в бухте Варнек силами заключённых началась промышленная добыча свинцово-цинковых руд в пяти шахтах. Заключённый В. Я. Дворжецкий описывал тяжёлые условия труда на свинцовых и цинковых шахтах в вечной мерзлоте.

### Последний период Вайгачской экспедиции
К началу 1933 года экспедиция разрослась до 2000 человек. Для закрепления квалифицированных кадров постановлением СНХ был разрешен приезд семей заключенных на Вайгач. Однако таких оказалось всего четыре, в том числе семья главного геолога П. В. Виттенбурга. В 1934 году на остров начали отправлять осуждённых женщин, которые вскоре повыходили замуж. Новые семьи получали комнаты для совместного проживания.
В навигацию 1933 года на Вайгач были доставлены первые трактора, которые были впервые в условиях заполярной тундры использованы зимой для перебазировки технического оборудования, инвентаря и бытового оснащения на берега бухты Долгой на противоположном конце Вайгача, где были найдены признаки месторождения меди.
30 сентября 1933 года началась добыча флюорита в Амдерме, где были обнаружены крупнейшие в СССР залежи плавикового шпата с запасами 3 000 000 тонн.
В 1934 году в бухте Варнек силами заключённых «Особлага Вайгач» началась промышленная добыча свинцово-цинковых руд в пяти шахтах. Из-за тяжёлого труда и суровых климатических условий смертность была высокой. Зимой умерших не хоронили, а спускали под лёд бухты.
Добычу на Вайгаче стали сворачивать в 1938 году, так как глубокие рудники начали затопляться водой. Оставшихся в живых заключённых частично вывезли, частично — зимой пешком отправили в Воркуту. В пути многие из них погибли.

### Результаты работы экспедиции

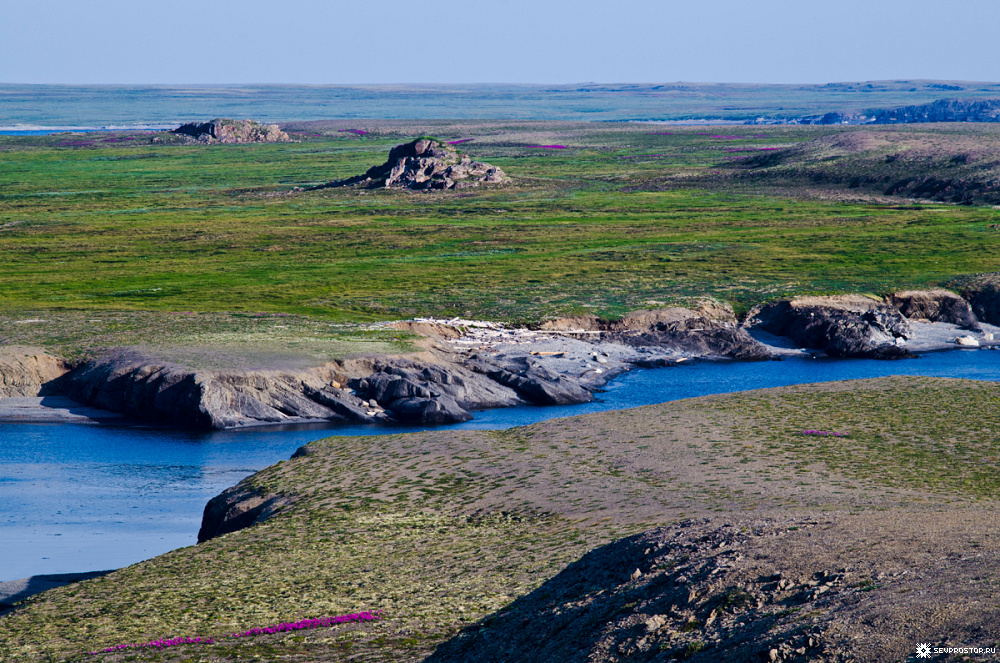
Вайгач

В 1939 году в Вайгачский сельсовет Большеземельского района Ненецкого национального округа входили:
- сторожка Бухта Варнек. После закрытия рудников посёлок какое-то время находился в запустении, но потом снова был возрожден к жизни прибывшими сюда ненецкими семьями[6].
- станция Вайгачевская Рация
- становище Долгая Губа
- чум Залив Лямчино
- изба Мыс Болванский
- сторожка Мыс Сухой

В 1940 году была организована Вторая Вайгачская экспедиция, но в 1941 году её работа была прекращена.

## Современность
В 1950 году на острове на мысе Болванский Нос была открыта метеорологическая полярная станция МГ-2 имени Е. К. Фёдорова.
13 сентября 2009 года на станции погиб механик. В декабре произошла авария системы отопления, станция законсервирована, персонал экстренно эвакуирован. В январе 2010 года руководителю станции было предъявлено обвинение в убийстве своего подчинённого.
В 2012 году станцию расконсервировали, в настоящее время она работает в обычном режиме.

## Археология
- При раскопках языческого жертвенного места на мысе Болванский Нос обнаружена серебряная оправа от каменной иконки формы, характерной для белозерских каменных иконок, — с закругленными верхними углами[20].

## Вайгач в культуре
- Острову Вайгач посвящена одноимённая песня[21] Александра Городницкого.
- Вайгач — имя космического корабля из советского фантастического фильма «Звёздный инспектор».

## Топографические карты
- Лист карты R-40-XVII,XVIII полярная ст. Болванский Нос. Масштаб: 1 : 200 000. Состояние местности на 1976 год. Издание 1982 г.
- Лист карты R-41-XIII,XIV м. Гомса-Сале. Масштаб: 1 : 200 000. Издание 1971 г.
- Лист карты R-40-XXIII,XXIV Бухта Лямчина. Масштаб: 1 : 200 000. Состояние местности на 1976 год. Издание 1982 г.
- Лист карты R-41-XIX,XX Амдерма. Масштаб: 1 : 200 000. Состояние местности на 1968 год. Издание 1982 г.
- Лист карты TPC C-3B. legacy.lib.utexas.edu. Дата обращения: 22 декабря 2022.. Масштаб 1: 500 000. Состояние местности на 1984 год.
- Остров Вайгач. Культурное и природное наследие. Карта. Масштаб 1:200 000. — М., 2000.